# Gert Weisskirchen

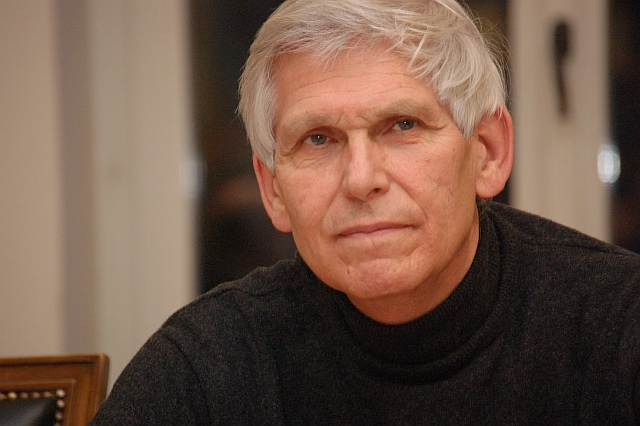
Gert Weisskirchen (2006)

Gert Weisskirchen (eigentlich Weißkirchen; * 16. Mai 1944 in Heidelberg) ist ein deutscher Politiker (SPD) und Hochschullehrer. Von 1975 bis 1980 war er Professor für Sozialpädagogik an der Fachhochschule Wiesbaden. Von 1976 bis 2009 war er Mitglied des Deutschen Bundestages.

## Leben und Beruf
Weisskirchen verließ 1960 das Gymnasium Wiesloch mit der Mittleren Reife und besuchte anschließend bis 1962 die Höhere Handelsschule Heidelberg. Er legte dann die Kaufmannsgehilfenprüfung ab und leistete danach das kaufmännische Praktikum ab. Anschließend absolvierte er ein Studium an den Pädagogischen Hochschule (PH) in Heidelberg und Karlsruhe sowie ein Zusatzstudium der Fächer Erziehungswissenschaften, Politikwissenschaft und Wirtschafts- und Sozialgeschichte an der Ruprecht-Karls-Universität Heidelberg. Von 1969 bis 1972 war Weisskirchen als Lehrer an der Realschule Eppingen und von 1972 bis 1975 als wissenschaftlicher Assistent an der PH Heidelberg tätig. Danach war er bis zu seiner Beurlaubung 1980 Professor für Sozialpädagogik an der Fachhochschule Wiesbaden. Seit 1995 ist er Honorarprofessor für angewandte Kulturwissenschaften an der Fachhochschule Potsdam.
Weisskirchen ist seit 1969 verheiratet und hat eine Tochter.

## Partei
Weisskirchen wurde 1966 Mitglied der SPD und engagierte sich zunächst bei den Jusos, deren Landesvorstand in Baden-Württemberg er von 1969 bis 1972 angehörte; von 1971 bis 1972 als Landesvorsitzender.
Von 1973 bis 1991 war Weisskirchen Vorsitzender des SPD-Kreisverbandes Rhein-Neckar und von 1973 bis 1997 außerdem Mitglied des Landesvorstandes der SPD in Baden-Württemberg.

## Abgeordneter
Von 1976 bis 2009 war er Mitglied des Deutschen Bundestages. Hier war er von 1976 bis 1980 stellvertretender Obmann und von 1980 bis 1983 Obmann der SPD-Fraktion im Bundestagsausschuss für Bildung und Wissenschaft. Von 1987 bis 1990 leitete Weisskirchen die Arbeitsgruppe Rüstungskonversion der SPD-Bundestagsfraktion und war gleichzeitig Obmann der SPD-Fraktion in der Enquête-Kommission „Bildung 2000“. Von 1993 bis 1998 war er Sprecher der Fraktionsarbeitsgruppe Vereinte Nationen und von 1998 bis 1999 Fraktionssprecher für Kultur und Medien. Weisskirchen gehörte von November 1998 bis Oktober 2007 dem Vorstand der SPD-Bundestagsfraktion an und war von 1999 bis 2009 Sprecher der Fraktionsarbeitsgruppe Außenpolitik. Gert Weisskirchen ist stets über die Landesliste Baden-Württemberg in den Bundestag eingezogen.
Er gehörte von 1994 bis 2009 der Parlamentarischen Versammlung der OSZE an, wo er von 1997 bis 2002 Vorsitzender des Ausschusses für Humanitäre Angelegenheiten und Menschenrechte war. Anschließend war er bis 2005 Vizepräsident der Parlamentarischen Versammlung. Von 2005 bis 2008 war Weisskirchen Persönlicher Beauftragter des OSZE-Vorsitzenden zur Bekämpfung des Antisemitismus. 2009 kandidierte Weisskirchen nicht mehr für den Bundestag.

## Auszeichnungen
- 2006: Komtur des Ordens für Verdienste um Litauen
- 2010: Gratias agit der Tschechischen Republik
- 2020: Verdienstkreuz am Bande des Verdienstordens der Bundesrepublik Deutschland[1]

## Veröffentlichungen (Auswahl)
- gemeinsam mit Peter Brandt: Sozialismus mit menschlichem Antlitz. Der Aufbruch in der Tschechoslowakei 1968 in seinem historischen Umfeld, Verlag J. H. W. Dietz Nachf., Bonn 2022, ISBN 978-3-8012-0598-0.